# Hyada grisea
Hyada grisea är en fjärilsart som beskrevs av Moore 1882. Hyada grisea ingår i släktet Hyada och familjen nattflyn. Inga underarter finns listade i Catalogue of Life.